# Automatische Röntgeninspektion

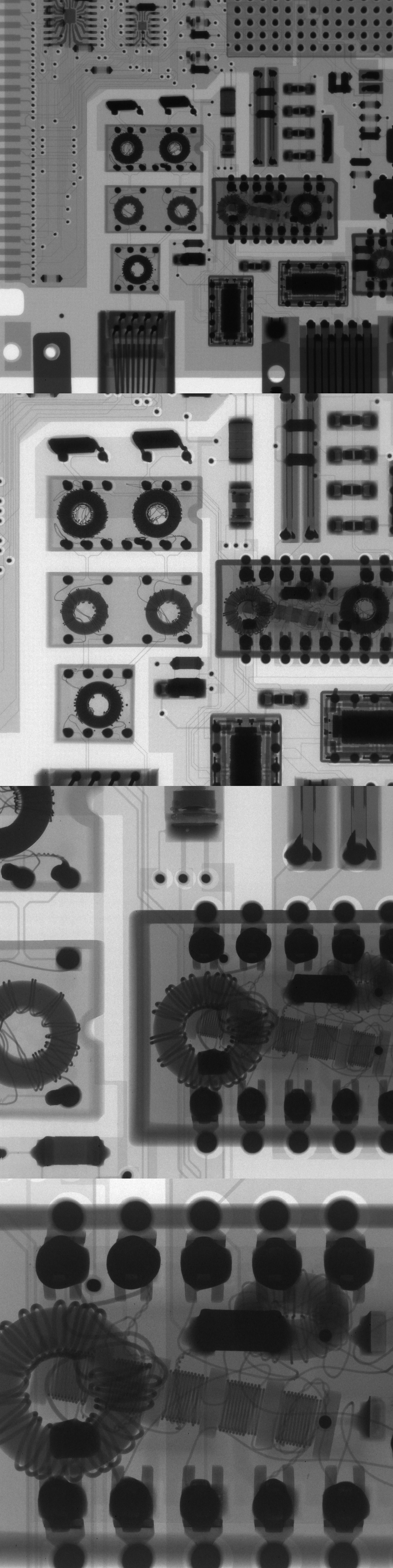
Röntgenbild von einer Token-Ring-Netzwerkkarte

Die automatische Röntgeninspektion (englisch automated X-ray inspection, AXI) ist eine Prüftechnik die zur Kontrolle bestückter Leiterplatten eingesetzt wird. Sie zählt zu dem Bereich der automatischen optischen Inspektion (AOI). Anstatt Licht wird hier jedoch Röntgenstrahlung ausgewertet, wodurch innere Strukturen elektronischer Bauelemente wie Kontakte, Anschlussdrähte und Lötstellen sichtbar werden.
Die Prüfung mit AXI wird auch öfter mit einer gleichzeitigen AOI-Prüfung verbunden.

## Prozess
Bei Chipgehäusen wie den Ball Grid Array sind die Verbindungen zur Leiterplatte optisch nicht vollständig erfassbar. Eine Prüfmöglichkeit, um die Kontrolle der elektrischen Kontakte zu ermöglichen, ist eine Röntgen-Inspektion mit geringer Intensität. AXI kann Fehler wie offene Verbindungen, Kurzschlüsse, ungenügende Lötmenge, zu viel Lot, fehlende Teile, verdrehte Bauteile etc. aufdecken. Die Auswertung der Röntgenbilder kann bei Serien durch entsprechende Bildverarbeitungsprogramme auch automatisch erfolgen. Dadurch lassen sich defekte Baugruppen schnell finden und innerhalb kurzer Zeit reparieren.
Diese Prüfsysteme sind teurer als normale optische Prüfsystem, können dafür aber auch alle Verbindungen testen.